# Borjabad
Borjabad – gmina w Hiszpanii, w prowincji Soria, w Kastylii i León, o powierzchni 23,4 km². W 2011 roku gmina liczyła 40 mieszkańców.